# Heliconius zygia
Heliconius zygia är en fjärilsart som beskrevs av Riffarth 1907. Heliconius zygia ingår i släktet Heliconius och familjen praktfjärilar. Inga underarter finns listade i Catalogue of Life.